# Ахарняне
«Аха́рняне» (др.-греч. Ἀχαρνεῖς, на аттическом диалекте — Ἀχαρνῆς) — произведение древнегреческого комедиографа Аристофана, самая ранняя из комедий, дошедших до наших дней. Вместе с «Миром» и «Лисистратой» относится к «антивоенным» трудам автора.
Комедия впервые была представлена на празднике в честь бога вина и виноделия Диониса Ленеи в 425 году до н. э. от имени Каллистрата. Действие происходит на шестой год Пелопоннесской войны, в которую была вовлечена практически вся Эллада. Главный герой Дикеополь решает заключить сепаратный мир между своим домом и Спартой. В ходе пьесы ему удаётся переубедить воинственно настроенных ахарнян, которые сильно пострадали от спартанцев, высмеять демагогов и стратегов, по мнению Аристофана являвшихся истинными виновниками войны.

## История и предпосылки создания
«Ахарняне» — самое раннее из сохранившихся произведений Аристофана. Его он написал в возрасте около 20 лет под именем Каллистрата. На сцене комедию поставили в 425 году до н. э. на празднике Ленеи, где она заняла первое место. Благодаря сценкам комедии антиковеды получили возможность реконструировать ход древнегреческих праздников в честь бога вина и виноделия Диониса. Шестой год шедшая Пелопоннесская война была крайне тяжёлой для граждан обеих основных сторон конфликта — Афин и Спарты. Жители афинского дема Ахарны пострадали сильнее других: их земли были разграблены и разорены в первые годы войны войсками спартанского царя Архидама II.

## Содержание
«Ахарняне» являются самой старой из дошедших до наших дней древней аттической комедией. Произведения этого жанра художественной литературы состояли из шести частей.
Пролог
Действие начинается на Пниксе — центральном афинском холме, где проходили Народные собрания. Скена должна была изображать три дома: Дикеополя (в дословном переводе справедливого гражданина), Еврипида и Ламаха. Дикеополь утром приходит на Пникс, чтобы ругаться с каждым, кто будет говорить не о мире. Затем вбегает прорицатель Амфитей и заявляет, что боги поручили ему заключить мир со Спартой. Амфитея прогоняют, после чего появляются афиняне, которых ранее отправили послами к персидскому царю царей. Они приводят Лже-Артабаза и утверждают, что персидский царь готов помогать Афинам. Дикеополь, угрожая персу, что изобьёт его до смерти, если не услышит правды, выведывает, что чужеземцы не собираются помогать Афинам. Однако пританы все равно продолжают оказывать внимание Лже-Артабазу и приглашают на почётный обед.
Дикеополь остаётся один. Он зовёт Амфитея. Когда тот приходит, то получает 8 драхм с наказом быстрее бежать в Спарту, чтобы заключить мир только для Дикеополя и его семьи. Затем появляется Феор с фракийцами, которого до этого отправили послом к царю Ситалку. Феор сообщает, что фракийцы готовы помочь Афинам. В это время чужеземцы крадут мешок чеснока у Дикеополя, который начинает возмущаться, что с такими друзьями и враги не нужны. После того как Феор уходит, прибегает Амфитей. Он приносит Дикеополю амфору с тридцатилетним миром, а также сообщает, что скоро к Дикеополю придут возмущённые его соглашением со Спартой ахарняне.
Парод
На сцену выходит хор, изображающий возмущённых стариков-ахарнян. Они в гневе ищут Дикеополя, который посмел заключить мир со Спартой. Крестьянин наблюдает за поиском и слушает песни двух полухорий. Затем он появляется на скене. Ахарняне обрушиваются на Дикеополя с проклятиями и хотят его убить. В ходе диалога они договариваются, что Дикеополь произнесёт перед ними речь. Если же она окажется неубедительной, то миролюбивого крестьянина казнят.
Агон
Агон — противостояние, которое наметилось в прологе, достигает наивысшего напряжения. В «Ахарнянах» состоит из трёх эписодиев.
I. Перед тем как выступить с речью, Дикеополь отправляется к Еврипиду. Его целью было получить наиболее нищенское и внушающее сострадание одеяние, которое использовал трагик в своих постановках. После долгих просьб Дикеополь получает лохмотья Телефа — героя несохранившегося одноимённого произведения. Сценка представляет сатиру на творчество знаменитого афинского трагика.
II. Дикеополь произносит длинную речь. Рядом с ним находится плаха. Он пересказывает в качестве факта расхожий анекдот о том, что война началась из-за трёх гетер. После того как афиняне выкрали в Мегаре гетеру, возмущённые жители решили ответить тем же. Однако им не повезло выкрасть двух публичных женщин из борделя, которым руководила возлюбленная Перикла Аспасия. Перикл вводит суровые торговые ограничения против мегарцев. Впоследствии к обиженным примыкает Спарта, и начинается война. Дикеополь подчёркивает, что и сам терпеть не может спартанцев, но причиной изнурительной войны уже является не Спарта, а сами афиняне, которые не желают заключить мир.
III. Дикеополю удаётся убедить половину хора в своей правоте. Второе полухорие призывает на свою сторону стратега Ламаха. В ходе последующего диалога Дикеополь обвиняет полководца в том, что пока народ страдает, разные жулики и молодые повесы получают барыши, находясь в различных посольствах и собраниях, но не на поле боя. Посрамлённый Ламах вынужден удалиться. Дикеополь же объявляет, что его дом в войне не участвует, и все города и народы могут свободно торговать на его территории.
Парабаса
Парабаса — обращение хора к зрителям. В этой части комедии заложено несколько посылов. Аристофан призывает сограждан не верить льстивым речам чужеземцев, а думать своей головой. Аристофан называет своих критиков, в том числе и демагога Клеона, врагами государства. Одновременно он порицает сограждан за непочтительность к старикам. Над героями битв при Марафоне и Саламине, которые спасли Афины от врага, потешаются молодые мальчишки-риторы. Молодые люди засыпают их вопросами и загадками, что приводит к тому, что отложенные на гроб деньги уходят на уплату судебных штрафов.
Вереница балаганных сценок
После парабасы идут несколько комичных сценок в семи эписодиях (с 4-го по 10-й).
IV. Жители из разных уголков Греции приходят на рынок Дикеополя. Мегарец продаёт своих дочек, выдавая их за поросят. Он считает, что в условиях войны не сможет их прокормить, а в мирном доме они найдут пропитание. Дикеополь, хоть и видит обман, покупает детей за связку чесноку и мерку соли.
V. Беотянин приносит «дождь из дичи». При этом он не хочет денег, а требует другой дичи. Тогда Дикеополь отдаёт в качестве оплаты мешок с сикофантом Никархом, которого поймал на своём участке.
VI. К Дикеополю приходит слуга Ламаха. Молодой стратег требует от Дикеополя продать необходимые для праздника съестные припасы, но получает отказ.
VII—VIII. Затем приходит земледелец, у которого беотийцы угнали волов. Он просит дать ему каплю мира, но получает отказ. Также Дикеополь отказывает дружку жениха, но наливает мира невесте. Гордый крестьянин отказал тем, кого считал виновниками войны.
IX—X. В это время приходит известие, что враг перешёл границу. В то время, как Ламах собирается на войну, Дикеополь готовится к очередному пиру. Вскоре глашатай сообщает, что «Герой наш прыгал через ров и ранен был: / О кол споткнувшись, он лодыжку вывихнул, / Упав на камень, головою стукнулся».
Эксод
Финальная часть представляет диалог между раненым Ламахом и Дикеополем. Первый жалуется на свои увечья, второй — в сопровождении двух девиц собирается на попойку.

## Формирование комической ситуации

### Построение сюжета
Аристофан создаёт комическую ситуацию особенностями построения сюжета. Герой комедии Дикеополь пытается бороться с войной в личных интересах собственными средствами. Он отделил своё домовладение от государства, превратив его в своеобразный международный рынок. И в этом стремлении он оказался не одинок. Труженики из разных уголков Эллады поддержали и одобрили такое решение. Простой земледелец оппонирует демагогам и решает важные государственные вопросы.
Конфликт в пьесе построен на том, что люди из одного лагеря, жители одного дема, выступают друг против друга. Аристофан тонко уловил мнения первых слушателей пьесы. Общество было разделено. Среди крестьян было много сторонников партии войны, многие были озлоблены на спартанцев, которые незадолго до первой постановки «Ахарнян» разорили их владения. Перед ним стояла непростая задача — убедить их в нелепости войны и не вызвать «праведный гнев». В этом ему помогла трагическая муза Еврипида. Для того, чтобы удержать внимание аудитории он использовал некоторые приёмы драматургического мастерства великого трагика. Одновременно автор критиковал его в виде шаржа, что органично вплетено в сюжет. Мысль Аристофана состояла в том, что Еврипид принижал героизм трагедии, превращал героев в обычных людей. Его театральный реквизит более подходил для использования в комедии и высмеивания, чем для возвышенной трагедии.

### Лингвистический анализ
В «Ахарнянах» современники выделяют ряд лингвистических особенностей. Аристофан не сталкивает противоположные точки зрения, он противопоставляет одной смешной реплике другую, ещё более смешную:
Посол
У варваров считаются мужчинами
Лишь те, кто может есть и пить без удержу.
Дикеополь (в сторону)
У нас — развратники и толстозадые
С точки зрения грека Дикеополь должен был привести различия между варваром и эллином. Тот и подчёркивает другие, характерные для афинян, пороки. Одновременно он говорит не о самом пороке, а о его последствиях, что по своей сути совпадает с утверждением варвара. Таким образом возникает неожиданное согласие через противоречие.
Несовместимые точки зрения участников спора проявляются умышленно противоположным пониманием ситуации. Дикеополь передразнивает Ламаха, произнося реплики, которые хоть и были созвучны и связаны с утверждениями оппонента, по сути содержательно с ними разнились:
Ламах
Подай сюда мой круглый щит с Горгоною
Дикеополь
Пирог мне круглый с сырною начинкою!
В этом диалоге Ламах выставлен помешанным на военном деле человеком. Он требует подать «щит с Горгоной», чтобы его боялись. Дикеополь не только не боится, но и передразнивает оппонента. Пирог с сырной начинкой символизирует сытость и мирную жизнь. Одновременно по форме он комически контрастирует с круглым щитом. Крестьянин не призывает оппонента «повесить доспехи на крючок», он всего лишь комически противопоставляет совсем иной стиль жизни. Комическое опровержение — выведение ценностей, принятие которых приводит к отказу от ценностей оппонента. Достигается это не путём убеждения и морализаторства, а за счёт комичного преувеличения, гипертрофии позиции оппонента. В комедии отсутствует желание переубедить оппонента. Дикеополь оставляет решение на суд зрителей.
Лингвистические методы, которые Аристофан использовал в «Ахарнянах», включают опровержение, осмеяние, фарс, гротеск, имитацию, использование исковерканного греческого языка чужестранцами и др..
В целом диалоги в комедии звучат весело и непристойно, зачастую с использованием игры слов.

### Политическая сатира
В комедии Аристофаном высмеиваются и критикуются многие известные в то время афиняне:
- Алкивиад — политический деятель, в комедии назван «толстозадым говоруном»[22];
- Аспасия и Перикл — Аристофан подчёркивает факт, что Аспасия была гетерой и хозяйкой борделя. Он критикует Перикла (умершего за несколько лет до постановки комедии) и повторяет расхожий анекдот, что тот запретил жителям Мегары торговать с Афинами после того, как некие мегарцы похитили из борделя Аспасии двух гетер[23];
- Клеон — афинский политический деятель. В «Ахарнянах» ему вменяется в вину получение взятки от союзников[24].
- Клеоним — трус и дезертир, толстяк и обжора[25]
- Клисфен[англ.] — политический деятель, высмеивается за похотливость[26]
- Феор — политический деятель, назван мошенником[27]

Единственным политиком, который заслужил похвалы в «Ахарнянах» стал несправедливо, по мнению Аристофана, осуждённый Фукидид.
Аристофан едко высмеял посольство Афин в Персию. Вернувшиеся из длительного путешествия афиняне так отчитываются перед Народным собранием:
Отправили Вы нас к царю Великому
Две драхмы в день назначив содержания,
В архонтство Эвфимена
...
Путём тяжёлым, долами Каистрия,
Тянулись мы, укрывшись балдахинами,
Изнемогая
...
В гостиницах поили через силу нас
Из чаш хрустальных, золотых и яшмовых
Вином сладчайшим, крепким
...
На год четвёртый мы в столицу прибыли
Кроме сатирического изложения страданий путешествующих афинян, Аристофан особо подчёркивает год начала их странствий. Точная датировка события (архонтство Эвфимена — 437/436 год до н. э.) показывает, что афиняне находились в пути целых 12 лет.

## Публикации
Русские переводы:
- Аристофан. Ахарняне // Сборник, издаваемый студентами Петерб. ун-та  / Пер. А. Новосёлова. — СПб., 1866. — Вып. 3. — С. 260—340.
- Аристофан. Ахарняне: Комедия Аристофана / Пер. с греч., размером подлинника, М. Георгиевского. — СПб.: тип. В.С. Балашева, 1885. — 54 с.
- Аристофан. Ахарняне / пер., вступ. очерк и примеч. Адриана Пиотровского; режиссёр. указ. Сергея Радлова. — Петербург: Петрополис, 1923. — 182 с. — 1000 экз.
- Аристофан. Ахарняне // Комедии: В 2-х т. Т. 1. Пер. с древнегреч. / Перевод С. К. Апта. Комментарии В. Н. Ярхо. — М.: Искусство, 1983. — 440 с. — (Античная драматургия. Греция).

Пьесу неоднократно переиздавали в оригинале и переводах на различные языки, в том числе в составе серий Collection Budé и Loeb Classical Library (том 178).
Схолии:
- Acharnenses // Scholia Aristophanica: being such comments adscript to the text of Aristophanes as have been preserved in the Codex Ravennas (англ.) / arranged, emended, and translated by William G. Rutherford. — London; New York: Macmillan and co., 1896. — Vol. II. — P. 251—384.